# Deutsche Freie-Partie-Meisterschaft 1985/86
Die Deutsche Freie-Partie-Meisterschaft 1985/86 ist eine Billard-Turnierserie und fand am 3. Oktober 1985 in Duisburg-Walsum zum 23. Mal statt.

## Geschichte
Der Billard-Verband Niederrhein als Verband und der 1. BC Walsum-Altenrade als lokaler Ausrichter organisierten die Deutsche Meisterschaft.
Erst wurden drei regionale Qualifikationsturniere gespielt. Die jeweiligen zwei Gruppenbesten sowie der beste Gruppendritte und der Titelverteidiger bestritten das Endturnier.
Zum zweiten Mal nach 1982 gewann der Bottroper Heinz Janzen den DM-Titel in der Freien Partie. Im Finale besiegte er den Velberter Thomas Wildförster, der wieder einmal eine hervorragende Qualifikation gespielt hatte. Das Spiel um Platz drei gewann Dieter Großjung gegen den außer Form spielenden Titelverteidiger Dieter Wirtz. Leider waren in der Deutschen Billard-Zeitung Billard Sport keine Ergebnisse der 1. K.o.-Runde und vom Spiel um Platz drei ausgedruckt. Daher ist die Endtabelle unvollständig.

## Modus
Gespielt wurde in den Qualifikationsgruppen bis 400 Punkte oder 10 Aufnahmen. In der Endrunde wurde auch bis 400 Punkte ohne Aufnahmenbegrenzubg gespielt.
Die Endplatzierung ergab sich aus folgenden Kriterien:
1. Matchpunkte
2. Generaldurchschnitt (GD)
3. Höchstserie (HS)

## Turnierverlauf
| #                          | Name                         | MP  | GD    | BED    | HS  |
| -------------------------- | ---------------------------- | --- | ----- | ------ | --- |
| 1                          | Dieter Steinberger (Kempten) | 6:0 | 63,15 | 200,00 | 395 |
| 2                          | Klaus Müller (Neunkirchen)   | 3:3 | 45,23 | 80,00  | 370 |
| 3                          | Orhan Erogul (Oberursel)     | 3:3 | 37,86 | 80,00  | 351 |
| 4                          | Horst Wenzel (Püttlingen)    | 0:6 | 10,55 | –      | 41  |
| Turnierdurchschnitt: 39,66 |                              |     |       |        |     |

| MP    | Match Punkte (Sieger = 2; Unentschieden = 1; Verlierer = 0) |
| SV    | Satzverhältnis (nur bei Turnieren im Satzsystem)            |
| Pkte. | Erzielte Karambolagen                                       |
| Aufn. | benötigte Aufnahmen                                         |
| GD    | Generaldurchschnitt                                         |
| MGD   | Mannschafts-Generaldurchschnitt                             |
| BED   | Bester Einzeldurchschnitt eines Spielers                    |
| BEMD  | Bester Einzeldurchschnitt einer Mannschaft                  |
| BSD   | Bester Satzdurchschnitt eines Spielers                      |
| HS    | Höchstserie                                                 |
| WRP   | Weltranglistenpunkte                                        |

| #                          | Name                         | MP  | GD     | BED    | HS  |
| -------------------------- | ---------------------------- | --- | ------ | ------ | --- |
| 1                          | Thomas Wildförster (Velbert) | 6:0 | 240,00 | 400,00 | 400 |
| 2                          | Dieter Großjung (Velbert)    | 4:2 | 81,00  | 133,33 | 234 |
| 3                          | Uwe Matuszak (Duisburg)      | 2:4 | 38,00  | 57,14  | 135 |
| 4                          | Volker Simanowski (Velbert)  | 0:6 | 25,81  | –      | 214 |
| Turnierdurchschnitt: 69,63 |                              |     |        |        |     |

| MP    | Match Punkte (Sieger = 2; Unentschieden = 1; Verlierer = 0) |
| SV    | Satzverhältnis (nur bei Turnieren im Satzsystem)            |
| Pkte. | Erzielte Karambolagen                                       |
| Aufn. | benötigte Aufnahmen                                         |
| GD    | Generaldurchschnitt                                         |
| MGD   | Mannschafts-Generaldurchschnitt                             |
| BED   | Bester Einzeldurchschnitt eines Spielers                    |
| BEMD  | Bester Einzeldurchschnitt einer Mannschaft                  |
| BSD   | Bester Satzdurchschnitt eines Spielers                      |
| HS    | Höchstserie                                                 |
| WRP   | Weltranglistenpunkte                                        |

| #                          | Name                             | MP  | GD     | BED    | HS  |
| -------------------------- | -------------------------------- | --- | ------ | ------ | --- |
| 1                          | Fabian Blondeel (Bochum)         | 6:0 | 100,00 | 400,00 | 400 |
| 2                          | Heinz Janzen (Bottrop)           | 4:2 | 134,00 | 400,00 | 400 |
| 3                          | Hans Wernikowski (Gelsenkirchen) | 2:4 | 44,76  | 133,33 | 244 |
| 4                          | Dieter Baumbach (Bochum)         | 0:6 | 37,88  | –      | 170 |
| Turnierdurchschnitt: 73,17 |                                  |     |        |        |     |

| MP    | Match Punkte (Sieger = 2; Unentschieden = 1; Verlierer = 0) |
| SV    | Satzverhältnis (nur bei Turnieren im Satzsystem)            |
| Pkte. | Erzielte Karambolagen                                       |
| Aufn. | benötigte Aufnahmen                                         |
| GD    | Generaldurchschnitt                                         |
| MGD   | Mannschafts-Generaldurchschnitt                             |
| BED   | Bester Einzeldurchschnitt eines Spielers                    |
| BEMD  | Bester Einzeldurchschnitt einer Mannschaft                  |
| BSD   | Bester Satzdurchschnitt eines Spielers                      |
| HS    | Höchstserie                                                 |
| WRP   | Weltranglistenpunkte                                        |

### Finalrunde
| Spiel um Platz 3   |     |     |   |        |        |     |
| Dieter Wirtz       | 0:2 | ?   | 5 | ?      | -      | ?   |
| Dieter Großjung    | 2:0 | 400 | 5 | 80,00  | 80,00  | ?   |
| Finale             |     |     |   |        |        |     |
| Heinz Janzen       | 2:0 | 400 | 3 | 133,33 | 133,33 | 397 |
| Thomas Wildförster | 0:2 | 214 | 3 | 71,33  | -      | 129 |

| MP    | Match Points (Sieger = 2; Unentschieden = 1; Verlierer = 0) |
| Pkte. | Erzielte Karambolagen                                       |
| Aufn. | Benötigte Versuche                                          |
| GD    | Generaldurchschnitt                                         |
| BED   | Bester Einzeldurchschnitt eines Spielers                    |
| HS    | Höchstserie                                                 |
|       | Bester GD des Turniers                                      |
|       | Bester ED des Turniers                                      |
|       | Beste HS des Turniers                                       |
|       | 1. Platz (Gold)                                             |
|       | 2. Platz (Silber)                                           |
|       | 3. Platz (Bronze)                                           |

| Klassement                 | Klassement                       | Klassement | Klassement | Klassement | Klassement | Klassement | Klassement | Klassement |
| Platz                      | Name                             | MP         | Pkte.      | Aufn.      | GD         | BED        | HS         |            |
| -------------------------- | -------------------------------- | ---------- | ---------- | ---------- | ---------- | ---------- | ---------- | ---------- |
| 1                          | Heinz Janzen (Bottrop)           | 6:0        | 1200       | 17         | 70,58      | 133,33     | 397        |            |
| 2                          | Thomas Wildförster (Velbert)     | 4:2        | 1014       | 12         | 84,50      | 200,00     | 395        |            |
| 3                          | Dieter Großjung (Velbert)        | 4:2        |            |            | 37,46      | 66,66      | 233        |            |
| 4                          | Dieter Wirtz (Duisburg)          | 2:4        |            |            | 19,30      | 40,00      | 145        |            |
| 5                          | Klaus Müller (Neunkirchen)       | 0:2        |            |            | 15,85      | -          | 28         |            |
| 6                          | Hans Wernikowski (Gelsenkirchen) | 0:2        |            |            | 12,90      | -          | 50         |            |
| 7                          | Dieter Steinberger (Kempten)     | 0:2        |            |            | 8,44       | -          | 36         |            |
| 8                          | Fabian Blondeel (Bochum)         | 0:2        |            |            | 3,57       | -          | 12         |            |
| Turnierdurchschnitt: 33,74 |                                  |            |            |            |            |            |            |            |